# Hexatoma denotata
Hexatoma denotata är en tvåvingeart som först beskrevs av Edwards 1926.  Hexatoma denotata ingår i släktet Hexatoma och familjen småharkrankar. Inga underarter finns listade i Catalogue of Life.